# Eckernförder Platz
Der Eckernförder Platz ist ein von Wegen durchzogenes Wäldchen im Berliner Ortsteil Wedding (Bezirk Mitte) in der Form eines Dreiecks. Der Platz hat eine Fläche von 3,6 Hektar.
Die Anlage wird von Sylter Straße, Seestraße und dem Berlin-Spandauer Schifffahrtskanal begrenzt. Am anderen Ufer des Schifffahrtskanals befindet sich der Westhafen. Jenseits der Seestraße liegen die Grünanlagen um den Plötzensee, jenseits der Sylter Straße die parkartig gestaltete Anlage des Rudolf-Virchow-Klinikums. Zusammen mit diesen Grünanlagen, dem Goethepark und dem Volkspark Rehberge ist der Eckernförder Platz Teil eines größeren Grüngebiets.

## Geschichte
Der Platz entstand durch den Bau des Berlin-Spandauer Schifffahrtskanals von 1848 bis 1856, die die vorher dort befindlichen Feuchtwiesen und Kiefernwäldchen begrenzten. Im weiteren Wachsen der Stadt Berlin nach Norden wurde auch diese Gegend erschlossen. Es entstanden die Straßen, die heute die Grenzen des Platzes bilden.
Der Eckernförder Platz trägt seinen Namen seit dem 9. Januar 1901 nach dem Ostseebad Eckernförde. Im Zuge der Platzwerdung wurden im Norden Linden gepflanzt. Die übrige Vegetation des Platzes wurde durch diverse Umnutzungen im Laufe der Zeit immer wieder verändert.
Zuerst wurde der Platz als Ausflugsgebiet der Berliner genutzt. Zwischen 1898 und 1907 entstand an der Seestraße/Ecke Nordufer ein von Ida Hoppe betriebenes Restaurant, eine Schießbude und ein Veranstaltungssaal, später kamen Sommerbühne und Musikpavillons hinzu. Diese nahmen nur einen kleinen Teil des Platzes ein. Den größeren Rest nutzt die Stadt Berlin ab 1905 als Steinlagerplatz, auf dem nach und nach zahlreiche Dienstgebäude wie Dampfwalzenschuppen und Lagerhäuser entstanden.

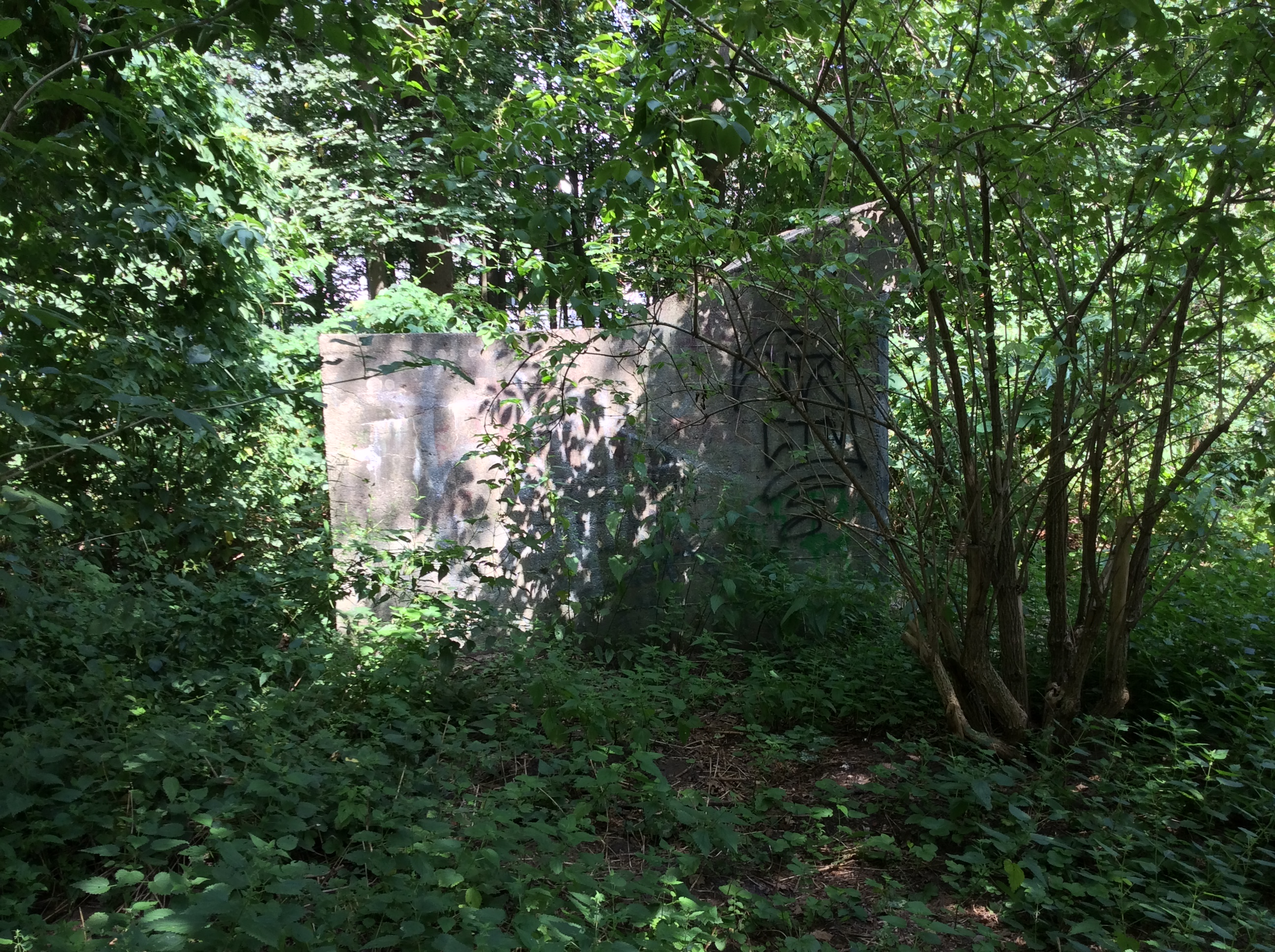
Bunkerrest der Wasserschutzpolizei

Eine erste Umnutzung erfolgte 1927, als Teile des Geländes an private Pächter gingen, die den Platz neben dem Hafen vor allem für Handwerk und Kleinindustrie nutzten. So entstanden von 1927 bis 1936 Lagerschuppen, Pferdeställe, eine Gipsplattenherstellung und eine Schmiede. Der noch erhaltene Vergnügungsbetrieb erhielt weitere Parkplätze. 1936 planten die Nationalsozialisten eine „würdige“ Neugestaltung des Platzes und kündigten deshalb den privaten Pächtern. Der Zweite Weltkrieg verhinderte den Umbau. Aus dieser Zeit erhalten ist ein Tiefbunker für die Wasserschutzpolizei.
Nach dem Zweiten Weltkrieg war der Lagerplatz weiterhin in Betrieb. Zusätzlich errichtete die Wasserschutzpolizei hier einen Standort.
Seine heutige Gestalt erhielt der Platz ab 1956. Die auf den Platz zulaufende Uferstraße wurde als Straße aufgehoben. Der Platz sollte nun vor allem der Erholung dienen. Unter Günther Rieck wurden Wege angelegt und der Bereich am Kanal wurde mit Bäumen bepflanzt. Ein kurzfristig angelegter Spielplatz wurde bald darauf wieder abgebaut, da er nicht genutzt wurde.

## Nutzung
Der Hauptteil des Platzes wird von einem Wäldchen eingenommen, das sich vor allem aus hochstämmigen Laubgehölzen zusammensetzt.

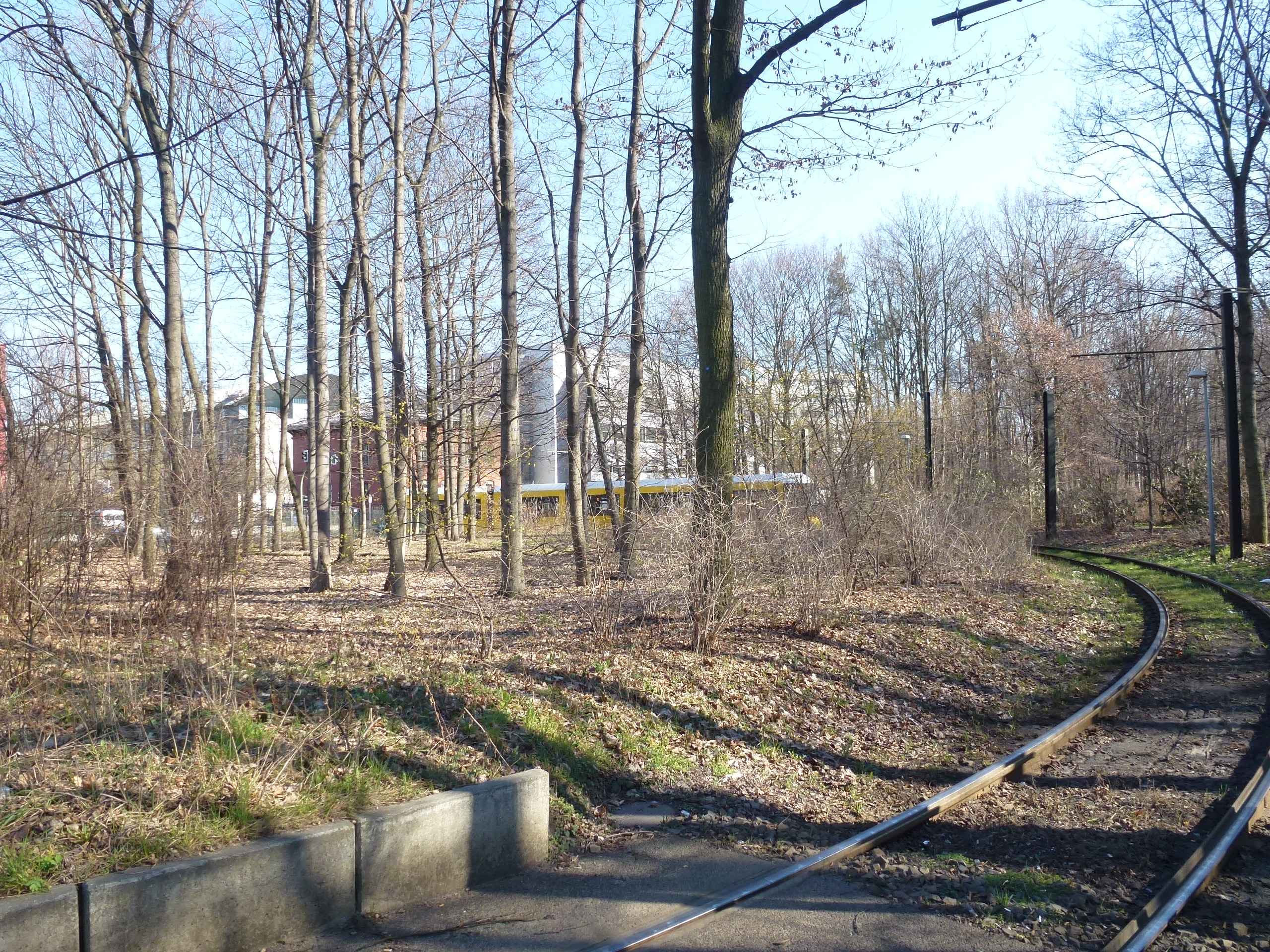
Wendeschleife der Straßenbahn

Die Sandstein-Plastik Orpheus mit Tieren von Ernst Herter aus dem Jahr 1902 ist ein umgesetzter Teil eines ehemals errichteten Brunnens an der Hochschule für Bildende Künste. Bereits 1990 wurde der Plastik allerdings attestiert „sehr stark beschädigt und verwittert“ zu sein. Eine Straßenbahnwendeschleife ragt in die Nordecke des Eckernförder Platzes hinein. Diese wurde 1997 errichtet und ist am Ende der Strecke von der Bornholmer Straße bis zur Seestraße. Es handelt sich dabei um die erste nach der Wiedervereinigung gebaute Straßenbahn im ehemaligen West-Berlin.
Entlang des Platzes am Ufer verläuft der Radweg Berlin–Kopenhagen.